# Galica
Galica är en bergskedja i Bosnien och Hercegovina.   Den ligger i entiteten Federationen Bosnien och Hercegovina, i den centrala delen av landet, 80 km nordväst om huvudstaden Sarajevo.
Omgivningarna runt Galica är en mosaik av jordbruksmark och naturlig växtlighet. Runt Galica är det ganska tätbefolkat, med 93 invånare per kvadratkilometer.